# Plac Zamkowy w Koninie
Plac Zamkowy w Koninie (zwany także Placem Garncarskim, Rynkiem Drugim lub Teper Markiem) – plac usytuowany w starej części miasta. Do czasów II wojny światowej zamieszkiwany przez ludność żydowską. Przy jego zachodniej pierzei znajdował się dawny zamek rozebrany w pierwszej połowie XIX wieku. Na podzamczu znajdował się, do czasu potopu szwedzkiego, kościół św. Krzyża z przyległym cmentarzem.  Do 1828 roku obok niego stał słup drogowy.
Kamienice otaczające plac pochodzą z XIX wieku. W 1942 roku Niemcy wyburzyli środkową część zabudowy Placu Zamkowego. W części północno-zachodniej placu znajdują się: gmach synagogi i dawna szkoła talmudyczna. 
Na Placu Zamkowym mieszkał przez pewien czas Julius Fromm. 